# Succinea chittenangoensis
Succinea chittenangoensis är en snäckart som beskrevs av Henry Augustus Pilsbry 1908. Succinea chittenangoensis ingår i släktet Succinea och familjen bärnstenssnäckor. IUCN kategoriserar arten globalt som otillräckligt studerad. Inga underarter finns listade i Catalogue of Life.